# オットー・モーダーゾーン

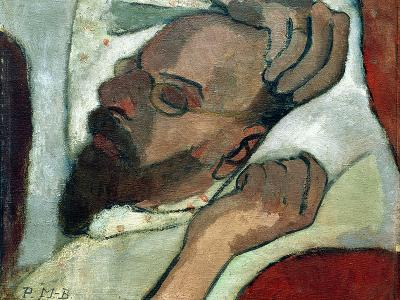
パウラ・モーダーゾーン＝ベッカーによって描かれたオットー・モーダーゾーン

オットー・モーダーゾーン（Otto Modersohn, 1865年2月22日 - 1943年5月10日）はドイツの画家。妻は同じく画家のパウラ・モーダーゾーン＝ベッカー。

## 人物
モーダーゾーンは、1865年に、ゾーストで生まれたドイツの画家です。1943年にフィッシャーフーデ近くのローテンブルク (ヴュンメ)で、亡くなりました。彼は、ドイツで一番有名な芸術家村であるヴォルプスヴェーデの創設者の一人でもありました。彼は、若い頃から、卓越した描写力を誇り、全生涯を画家として貫きました。彼は、多くの風景画に、その才能を表し、彼の作品は、19世紀にドイツで　描かれた最も美しい風景画のひとつと言われています。彼の作品も年を追うにつれて　変化してきていますが、初期のものは、印象派風で、後期のものには、表現派の影響が、見受けられます。ただ、彼自身は、そういった区分には、とらわれずに、ひたすら、絵を描き続けました。1930年代に数枚の花束の絵を描いた以外は、風景画、もしくは、風景の中の人物画を　多く残しました。彼は、自由でとらわれのない生き方をしました。20世紀初頭の国粋主義的な風潮の中で、外国人画家である、ゴッホの「けし畑」の絵をブレーメン美術館が、購入することを支持しました。この「ゴッホ事件」は、彼の芸術に対する真摯な思いと勇気を示しています。1907年に、オットー・モーダーゾーンの妻だったパウラ・モーダーゾーン＝ベッカーがヴォルプスヴェーデで亡くなりました。彼は、1908年に、フィッシャーフーデに引越しました。

## オットー・モーダーゾーンの履歴
| 1865 | ヴエストフアーレンゾーストで誕生。 |
| 1874 | ミュンスターに引越し。 |
| 1884 | デュッセルドルフ美術アカデミーで勉学。 |
| 1887 | 美術アカデミーの伝統主義からの離反。 |
| 1888 | ミュンヘンのガラス宮の第3回国際美術展を訪問。バルビゾン派の画家達、シャルル＝フランソワ・ドービニー、ジュール・デュプレ、テオドール・ルソー、コロー、ミレー、等の影響を受ける。カールスルーエの美術学校でヘルマン・バイシュとグスタフ・シェーンレーバーの下で勉学。                  |
| 1889 | フリッツ・マッケンゼンと共に7月にヴォルプスヴェーデへの最初の旅行。ミュンヘンから、ハンス・アム・エンデが、後に続く。オットー・モダゾーンが「ヴォルプスヴェーデ芸術家村」設立に関する決定的な言葉を述べる。                                                                          |
| 1893 | フリッツ・オーヴァーベックがヴォルプスウーデに来る。 |
| 1894 | オーヴァーベックの友人であるハインリヒ・フォーゲラーがヴォルプスヴェーデに加わる。 |
| 1895 | 春にブレーメン美術館で、最初のヴォルプスヴェーデの芸術家達の展覧会が開催される。秋には、ミュンヘンのガラス宮での 国際美術展で大成功を収める。 |
| 1896 | フリッツ・オーファーベックと共にフィッシャーフーデを見出す。ハインリヒ・ブレリング (1849-1914)との最初の 出会い。 |
| 1897 | ヘレーネ・シュレダー (1868-1900)と結婚。 |
| 1898 | 長女エルスッベット (1898-1984) の誕生。パウラ・ベッカーが(1876-1907)ヴォルプスウーデを来訪。 |
| 1899 | ヴォルプスヴェーデ芸術家協会から脱退。 |
| 1900 | パウラ・ベッカーとクララ・ヴェストホフのパリ滞在。万国博覧会開催をモーダーゾーンとオーバーベックがパリに訪問。妻ヘレーネがヴオルプスヴェーデで死亡。カール・ハウプトマンとの親交、ライナー・マリア・リルケとの意見交換。ハインリッヒ・フォーゲラーのバーケンホフで重要な時を過ごす。 |
| 1901 | 5月25日にパウラ・ベッカーと結婚。 |
| 1906 | 1903年と1905年以降、パウラは、オット・モーダーゾーンから離れる目的で、パリに留学。一時的な別れの後で、オットー・モーダーゾーンは、2・3ヵ月パリに滞在。 |
| 1907 | パウラと共にヴォルプスヴェーデに帰還。娘マチルデの誕生。11月20日にパウラ・モーダーゾーンーベッカー死亡。 |
| 1908 | フィッシャフーデに移転。 |
| 1909 | 4月14日にオラトリオ歌手のルイーズ・ブレリングと結婚。息子ウルリッヒ(1913-1943)、クリスティアン(1916-2009)の誕生。 |
| 1911 | オットー・モーダーゾーンは、カール・ビネンの論争を呼ぶ抗議書「ドイツ芸術家の抗議」に対してブレーメン美術館のゴッホの「ケシ畑」購入を「現代美術における最も刺激的な絵のひとつ」として擁護した。                                                                                       |
| 1916 | フランケンでの最初の写生旅行。ヴェタイムを訪問。 |
| 1922 | 20年代の広大な芸術旅行をヴェタイムとウュツブルグでする。フリードリヒ・アーレス＝ヘスターマン(Friedrich Ahlers-Hestermann)と親交。 |
| 1925 | アルゴイでの最初の夏の写生旅行。1926年、1927年、1929年にも滞在。 |
| 1930 | アルゴイのヒンデラング側のガイレンベアクに一軒の農家を取得。ここで彼は、1935年の夏まで絵を描く。彼の右目の病気の為、アルゴイでの滞在を余技なくされる。 |
| 1936 | オットー・モーダーゾーンは、もっぱら、アトリエ内で絵を描く。 |
| 1940 | ゲーテ賞の授与。 |
| 1942 | 名誉教授の称号を授与。オット・モーダーゾーンは、最後まで、フィッシャーフーデのアトリエで、絵を描く。 |
| 1943 | 3月10日に病気の為ローテンブルクの病院で死亡。 |

## ドキュメンタリー映画
- So weit und groß. Die Natur des Otto Modersohn, 監督:Carlo Modersohn, 脚本: Marina Bohlmann-Modersohn, 語り: Hanns Zischler, 製作: Otto Modersohn Museum, 76分, 2010年

## 作品

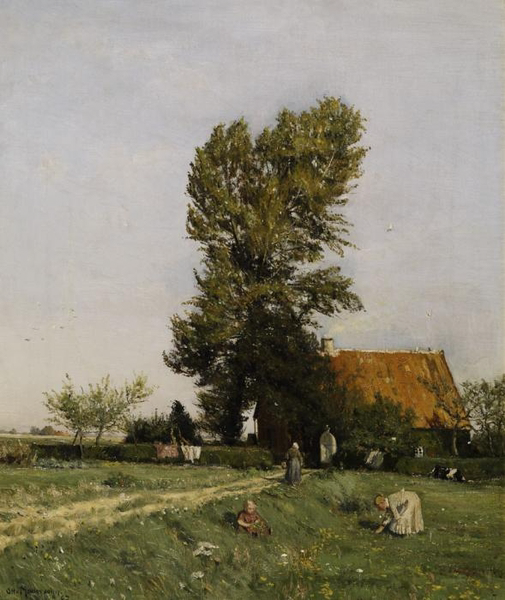
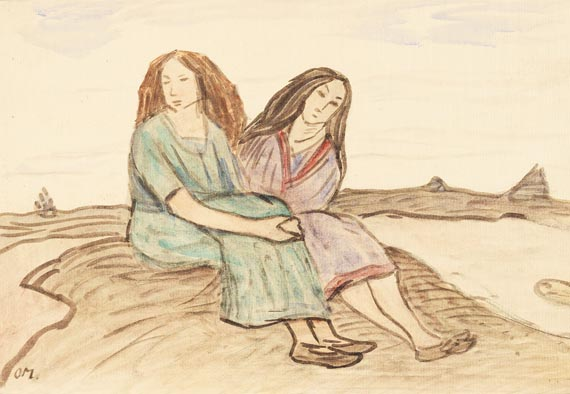
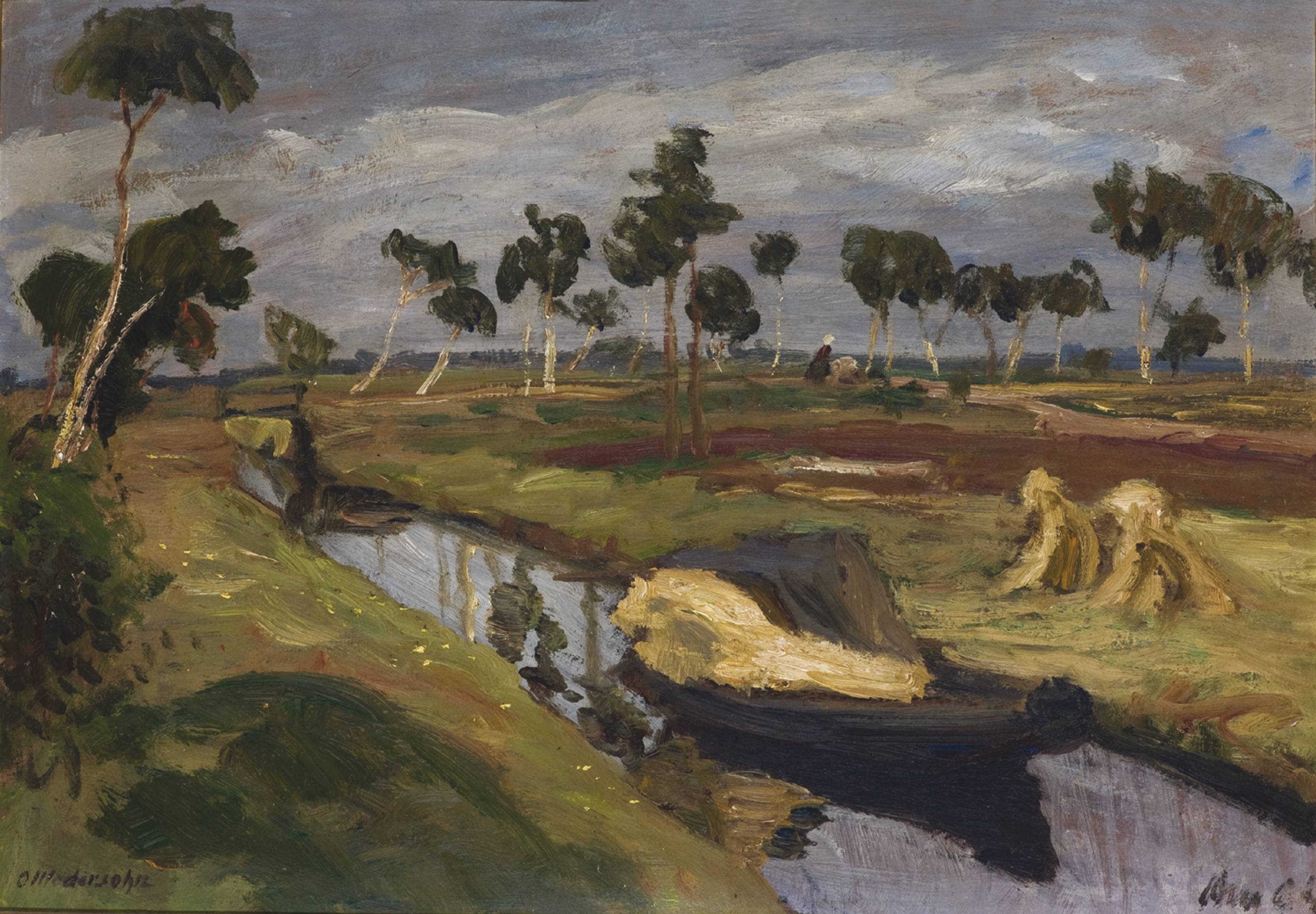
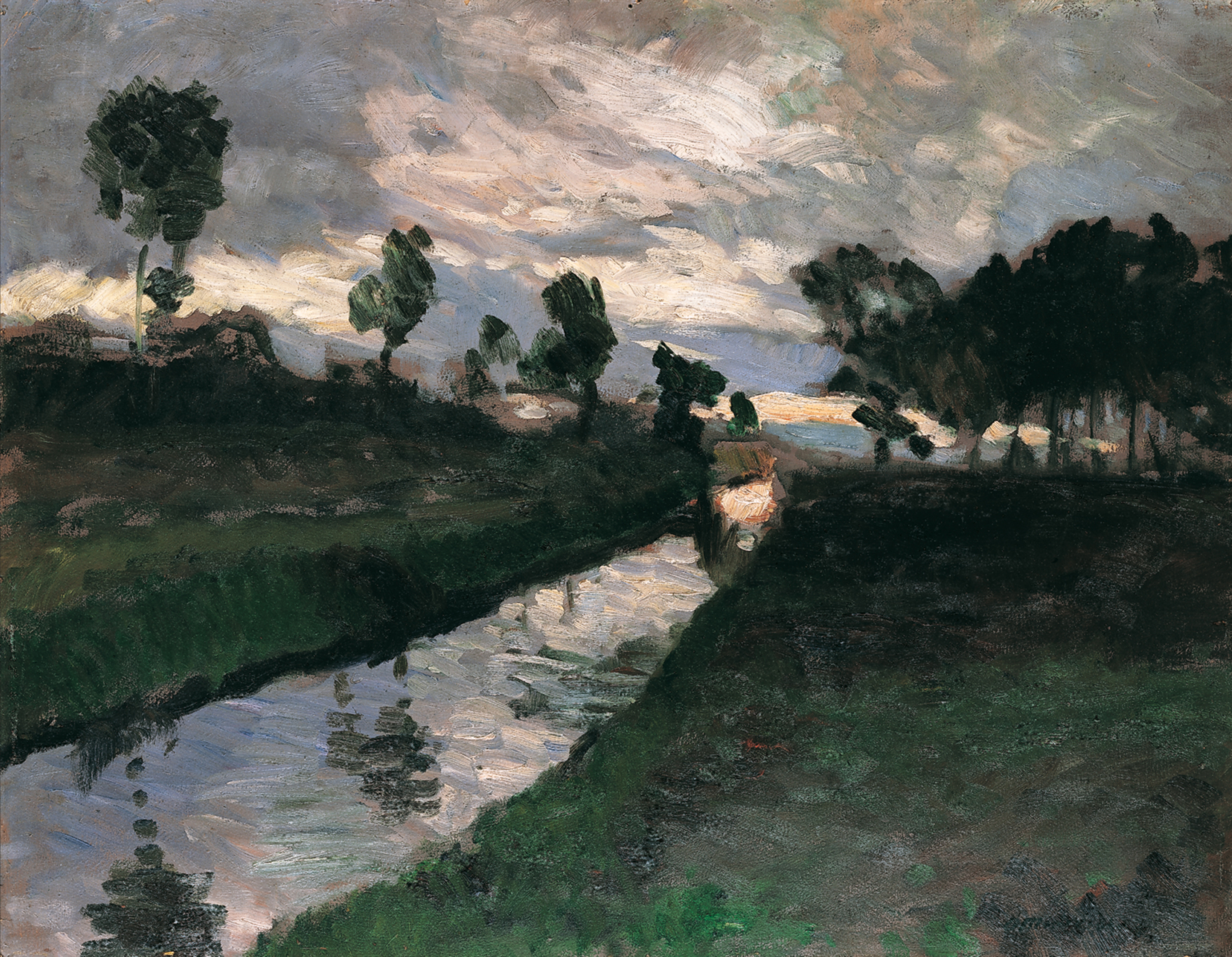
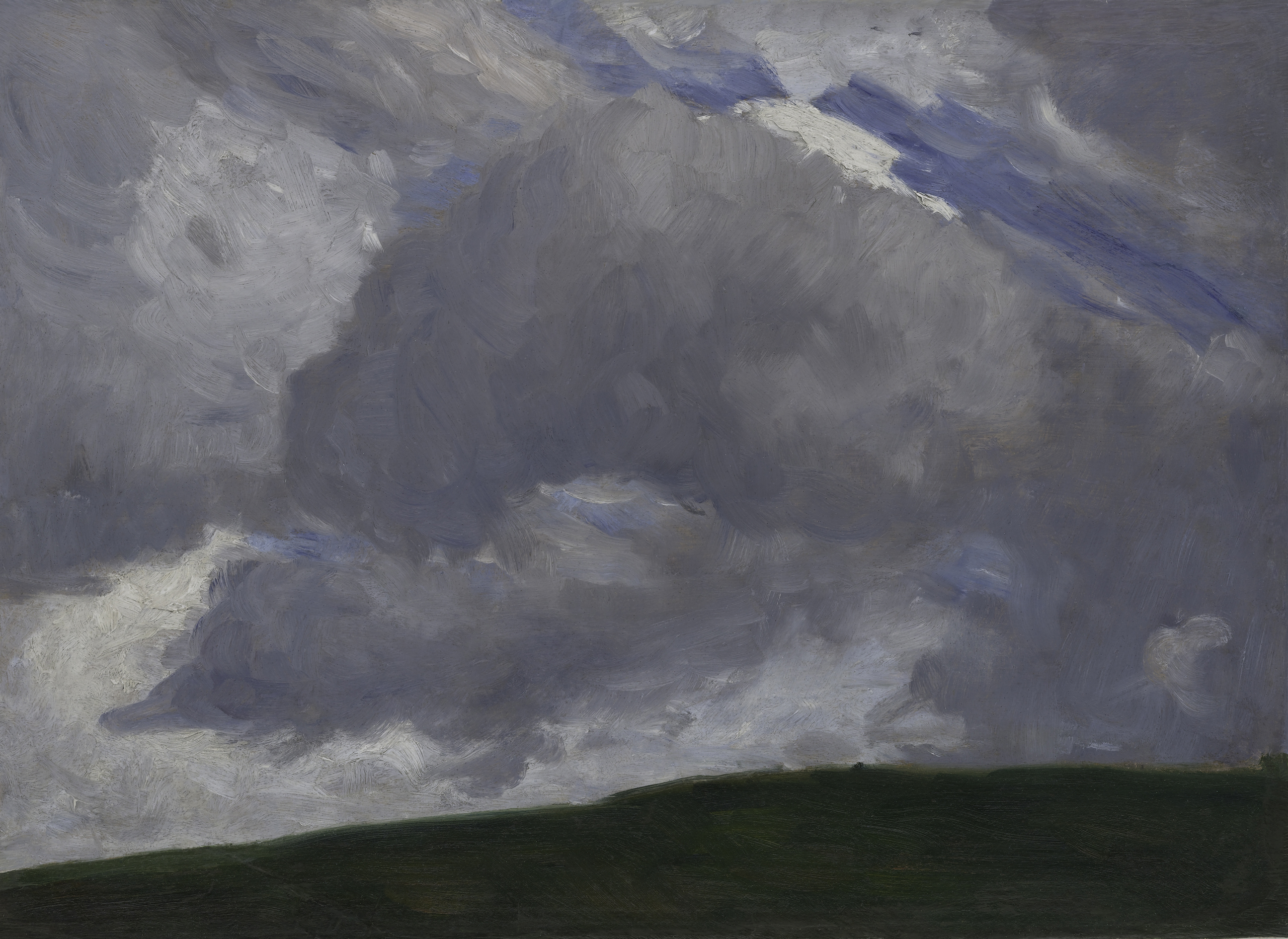
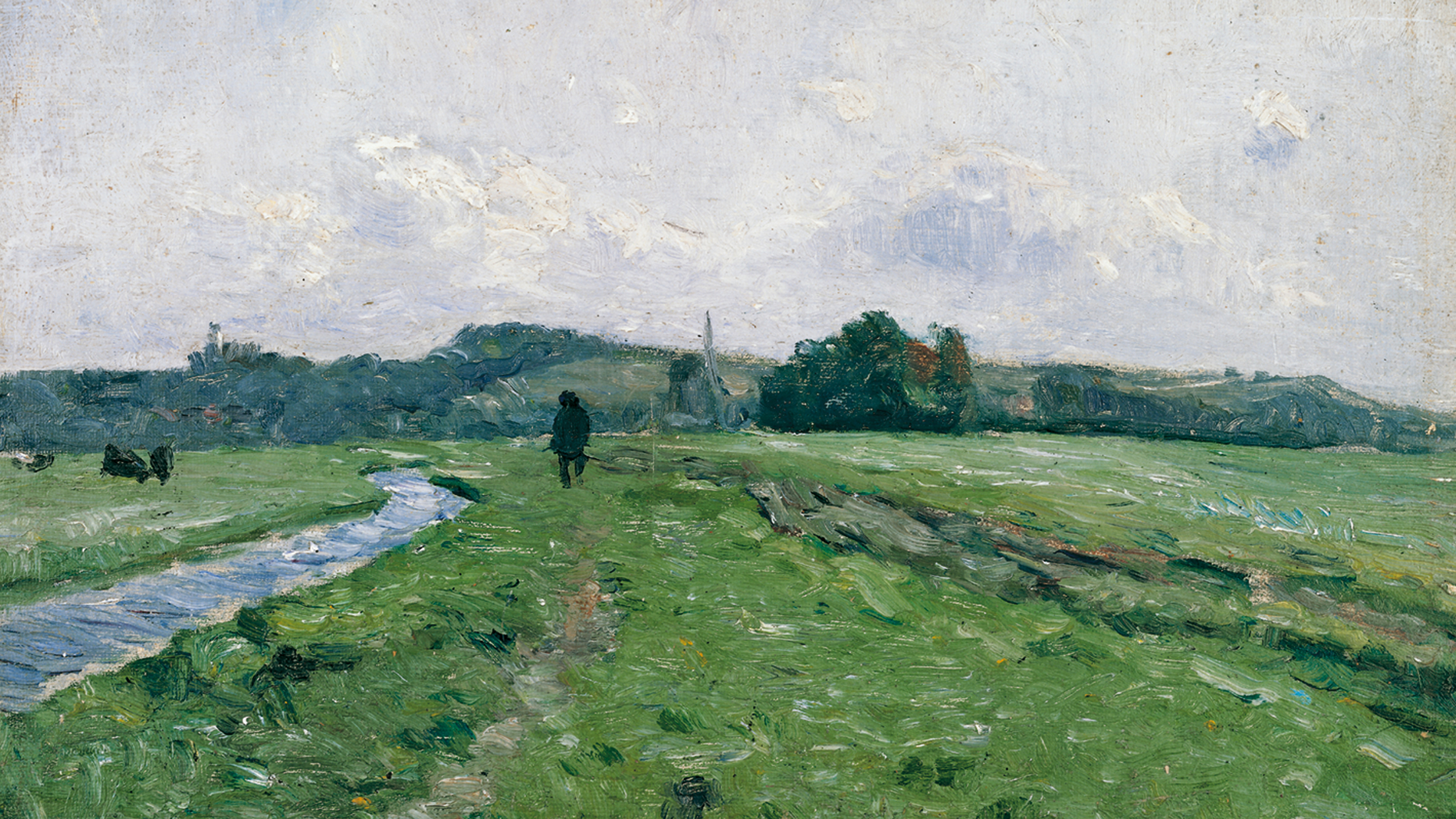
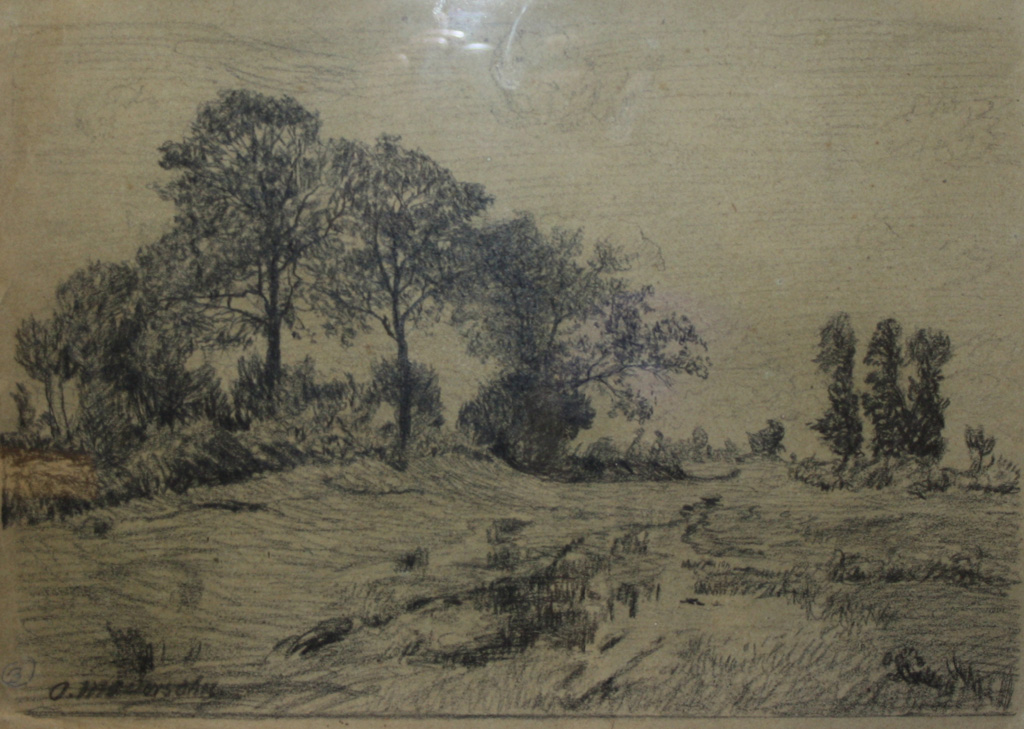
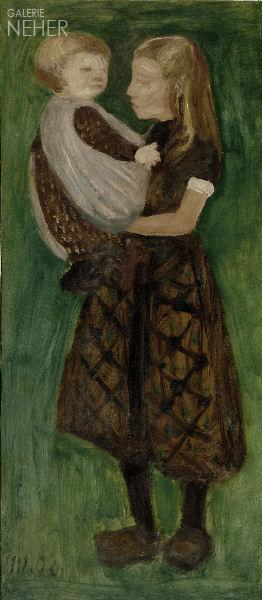
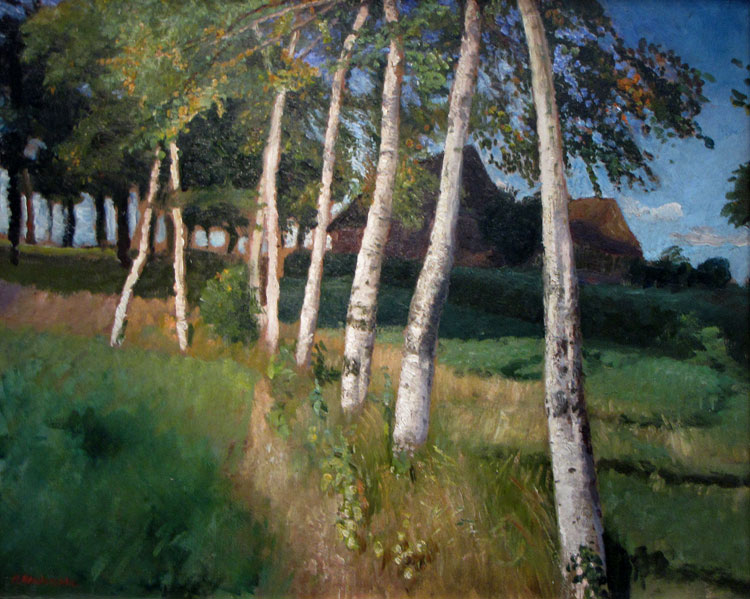
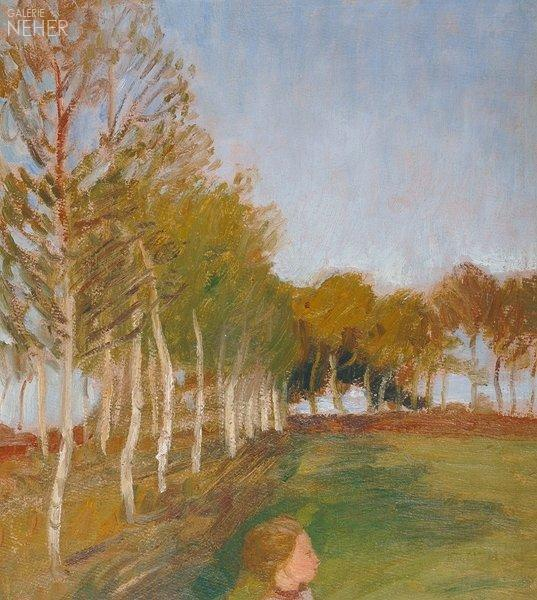
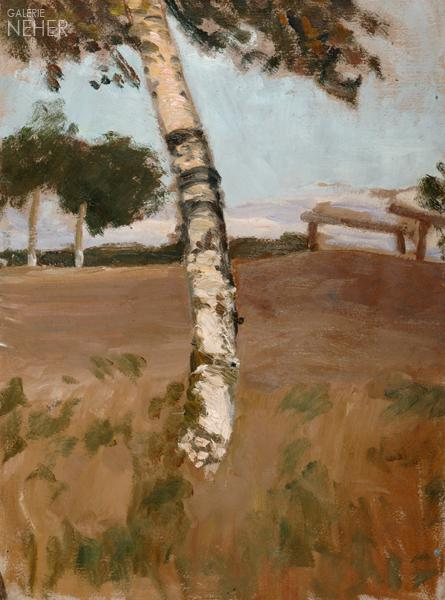
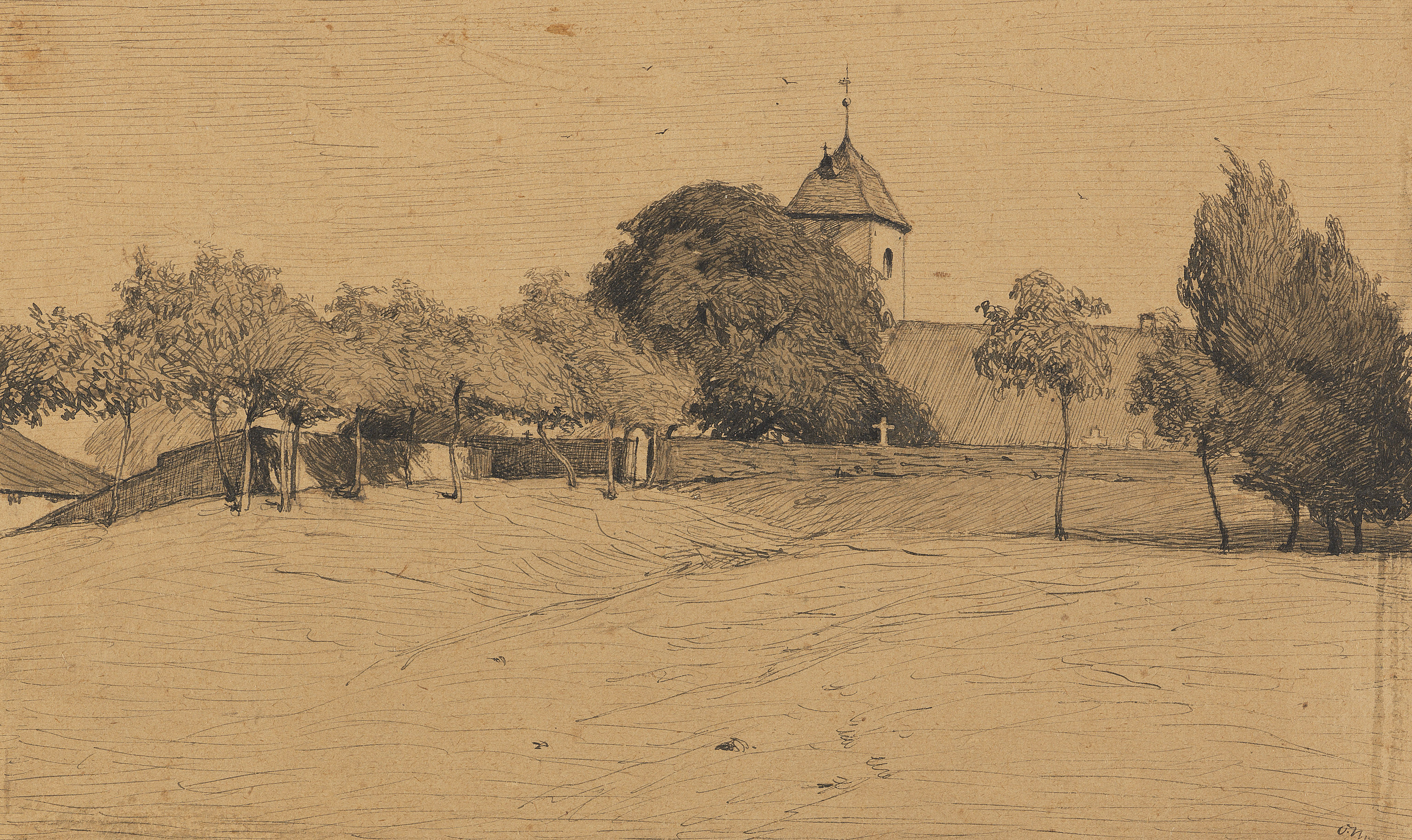
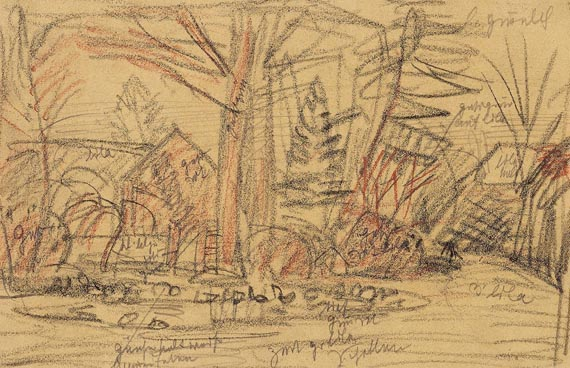
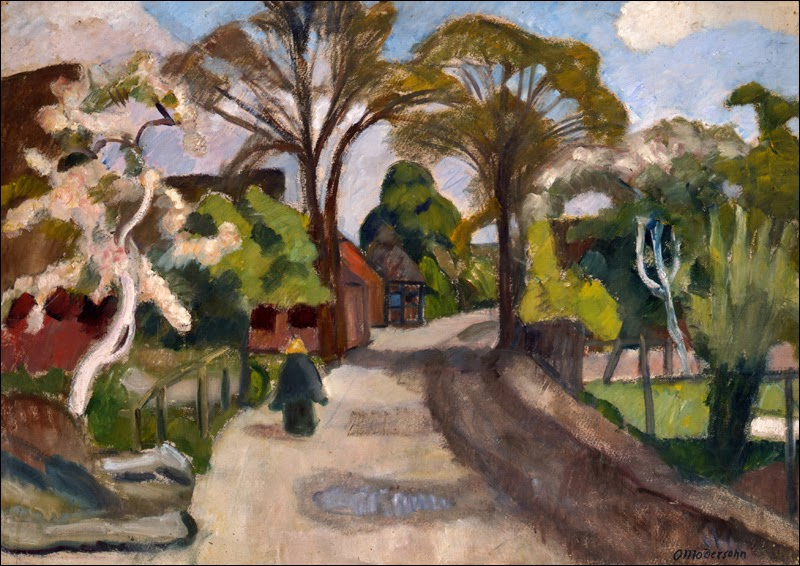
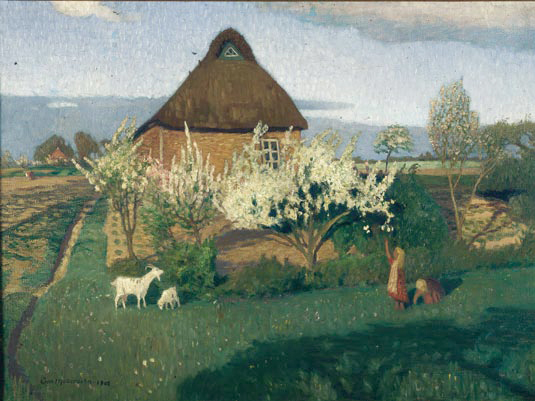
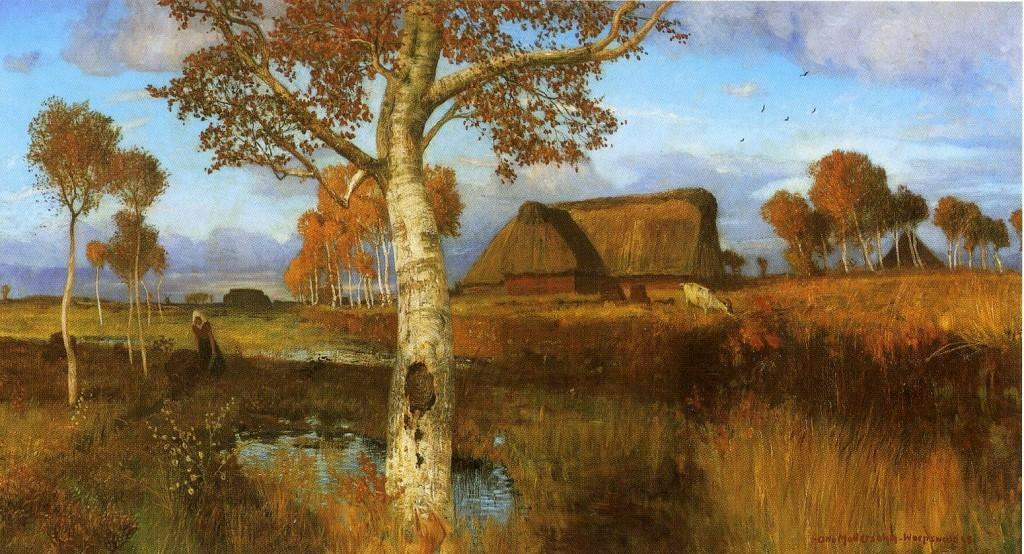
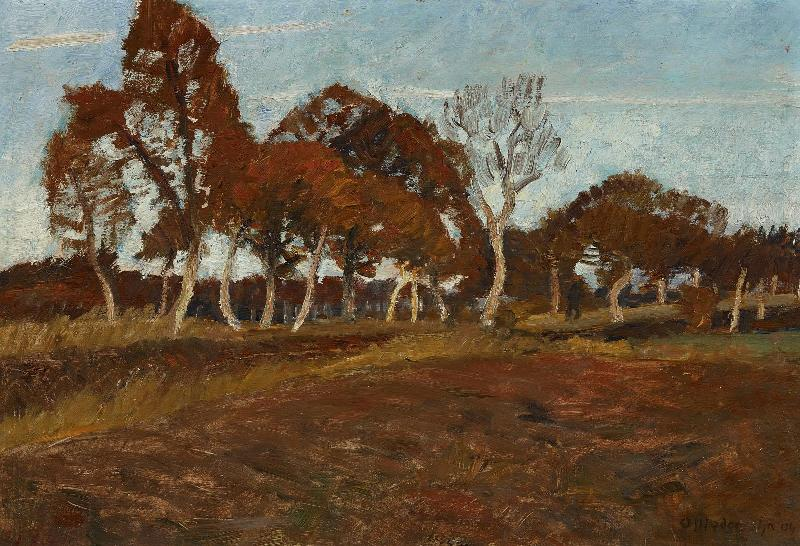
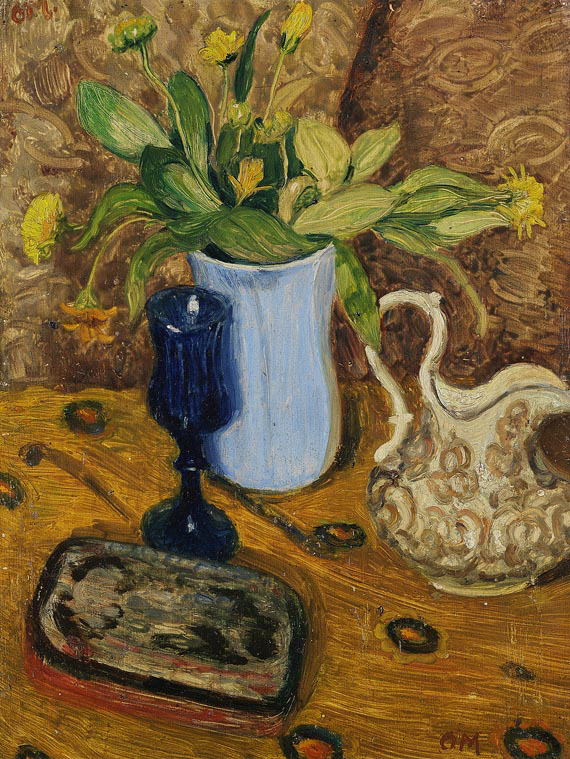
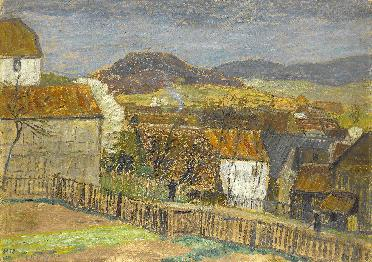
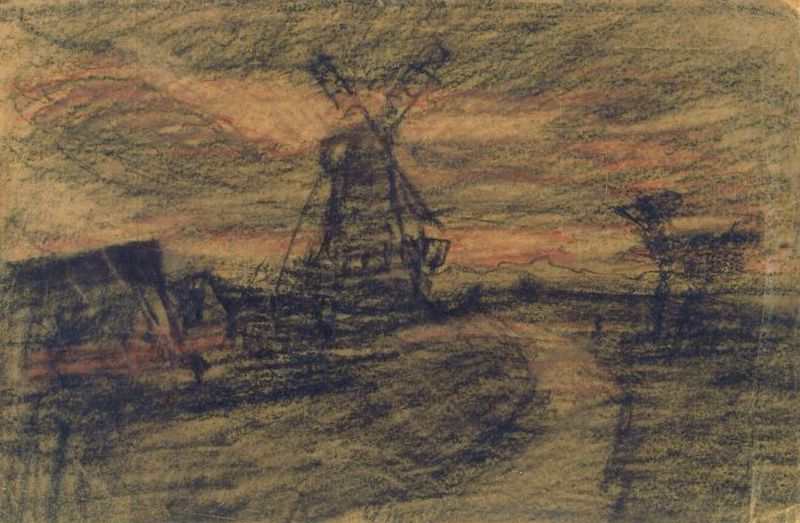
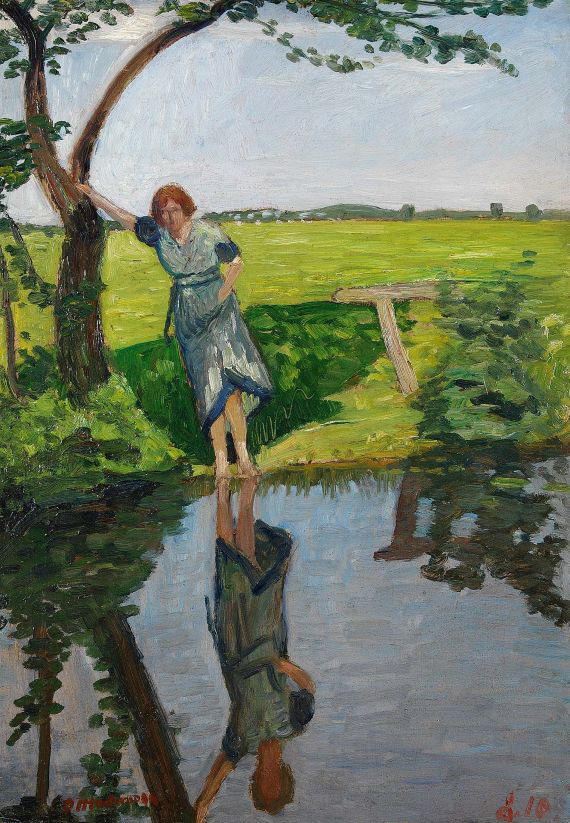
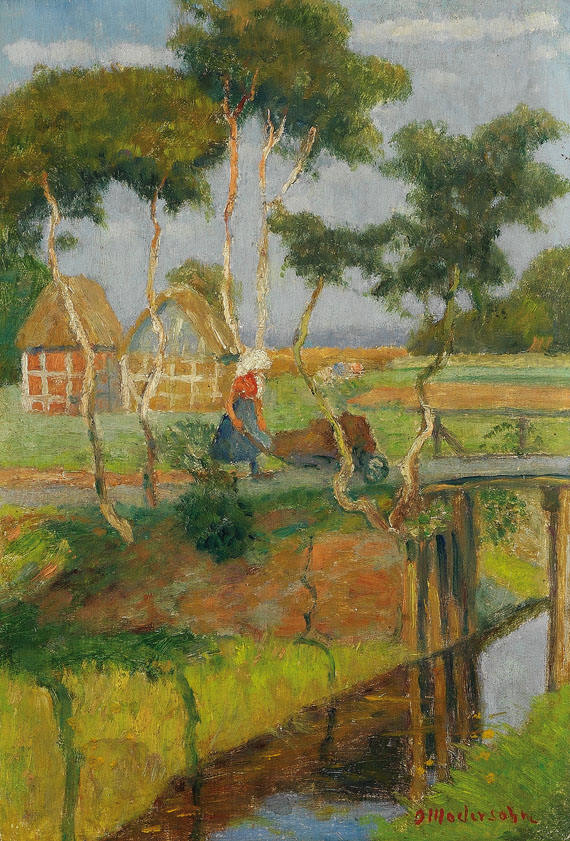
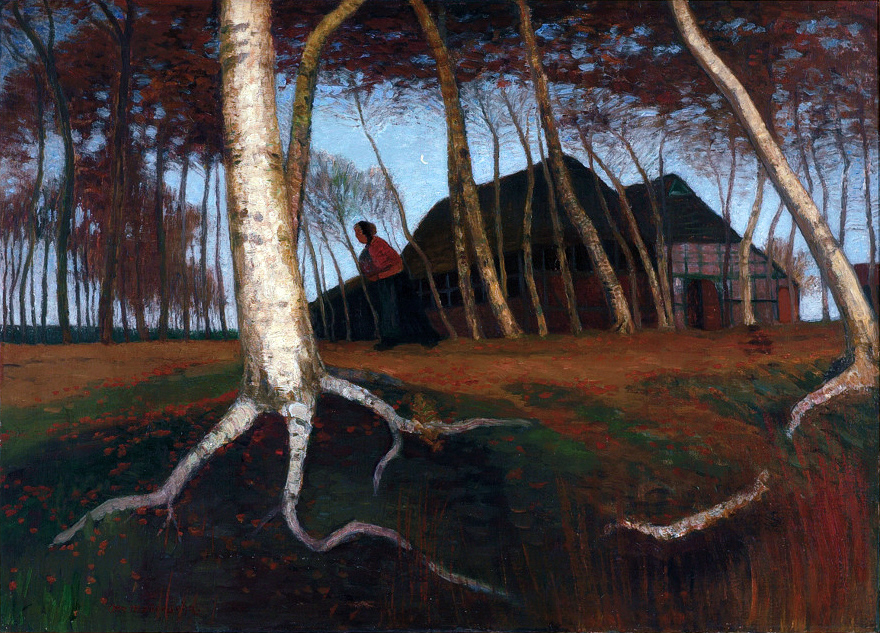
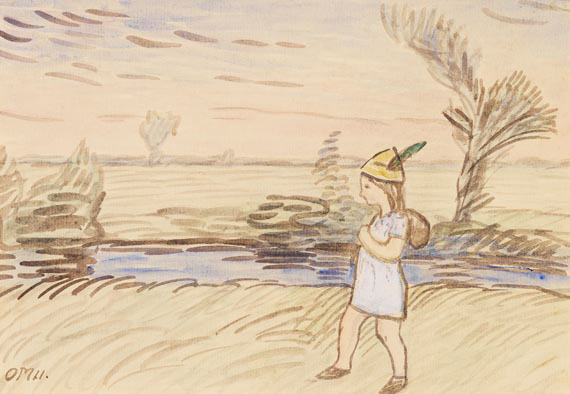
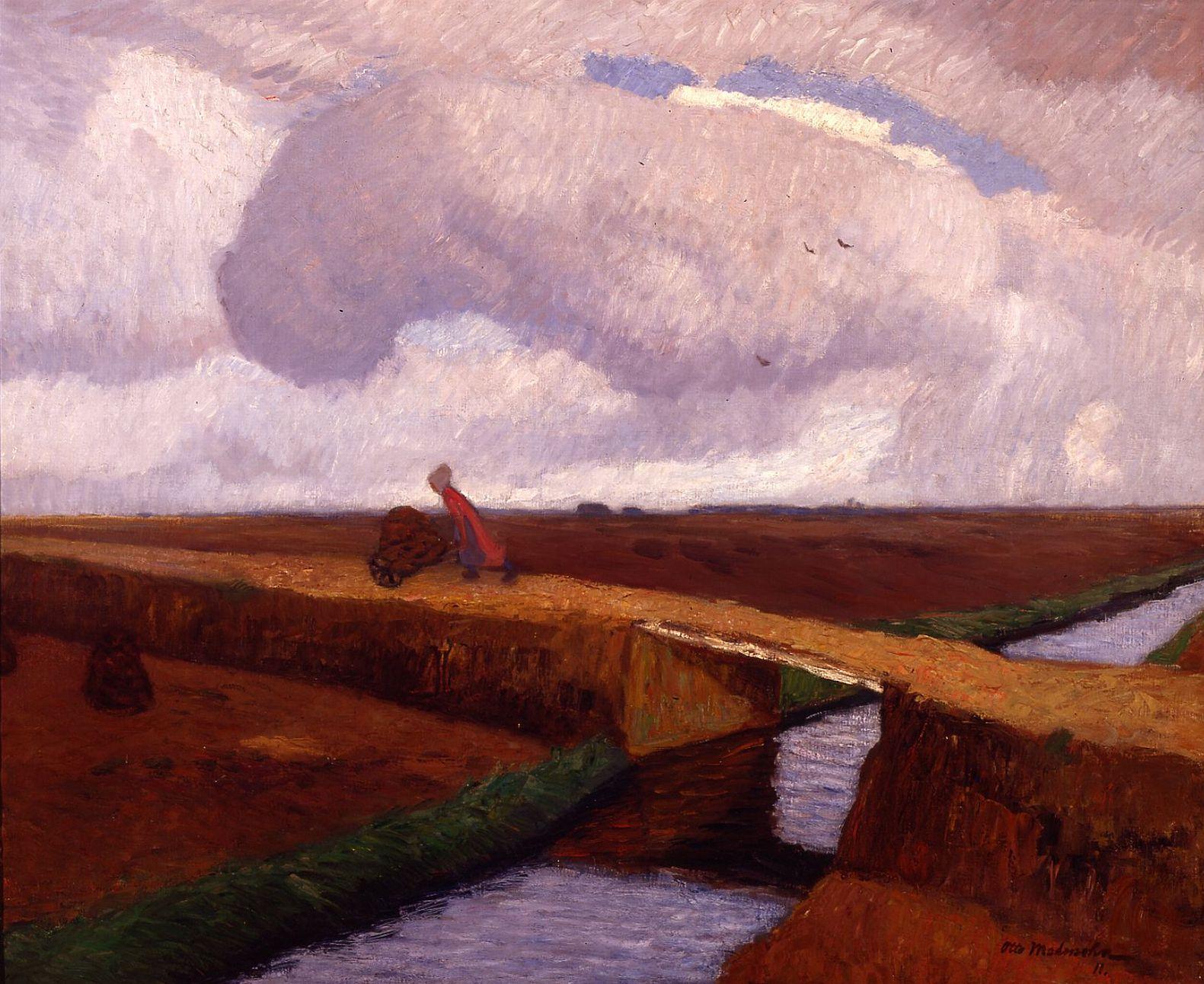
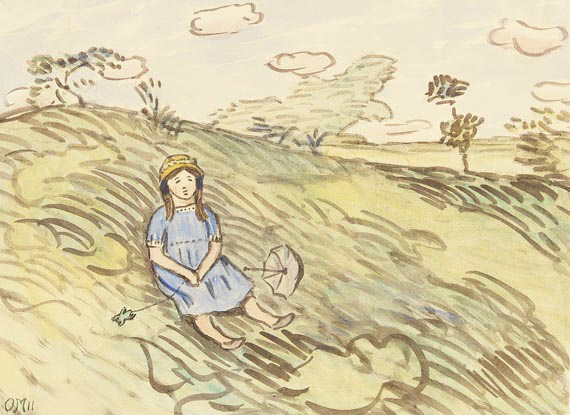
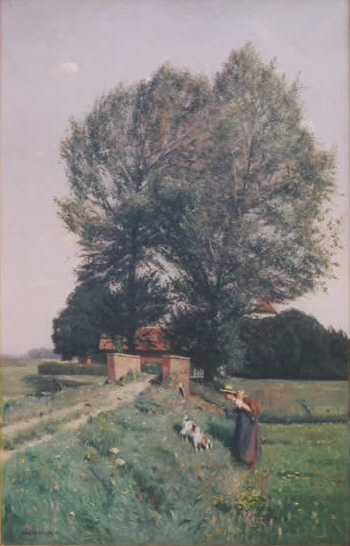
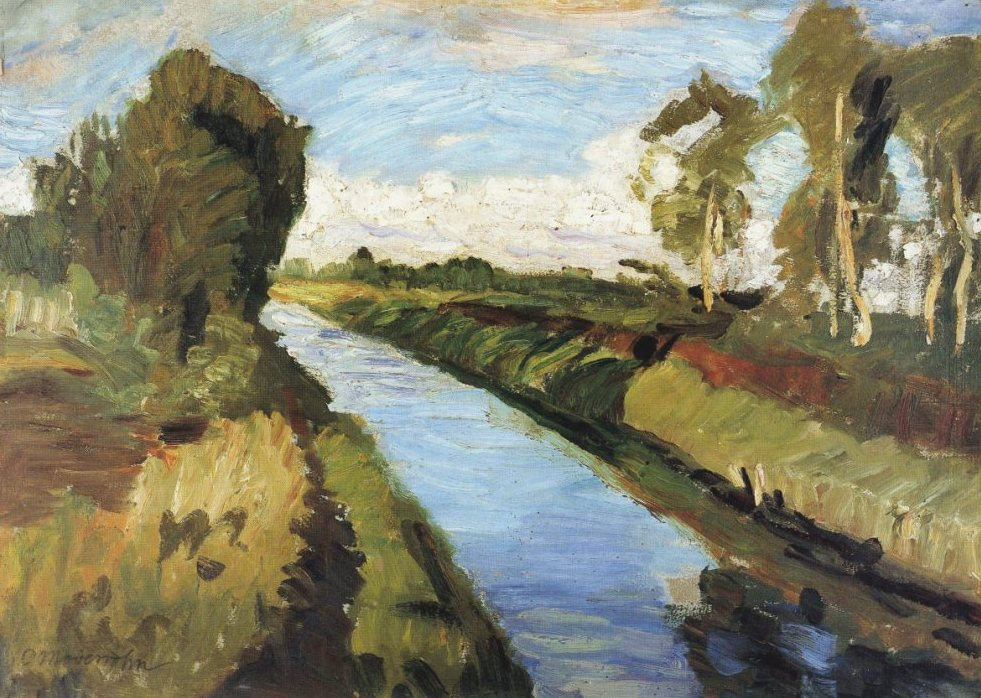
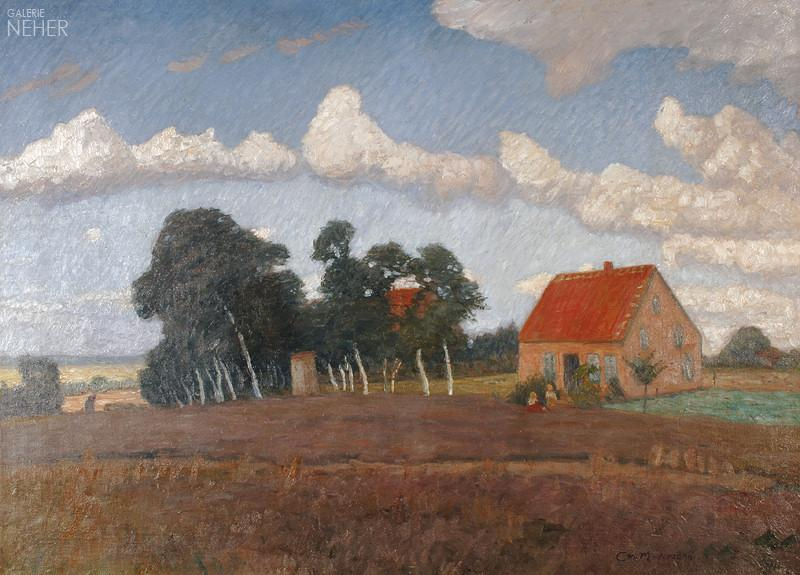
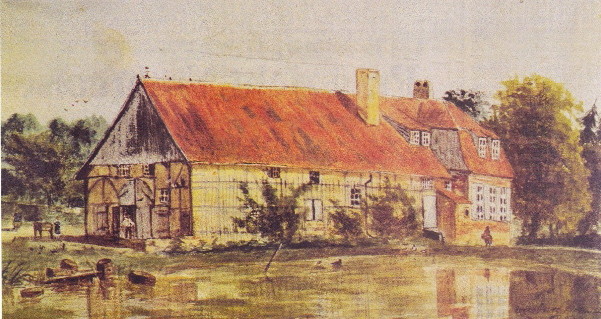
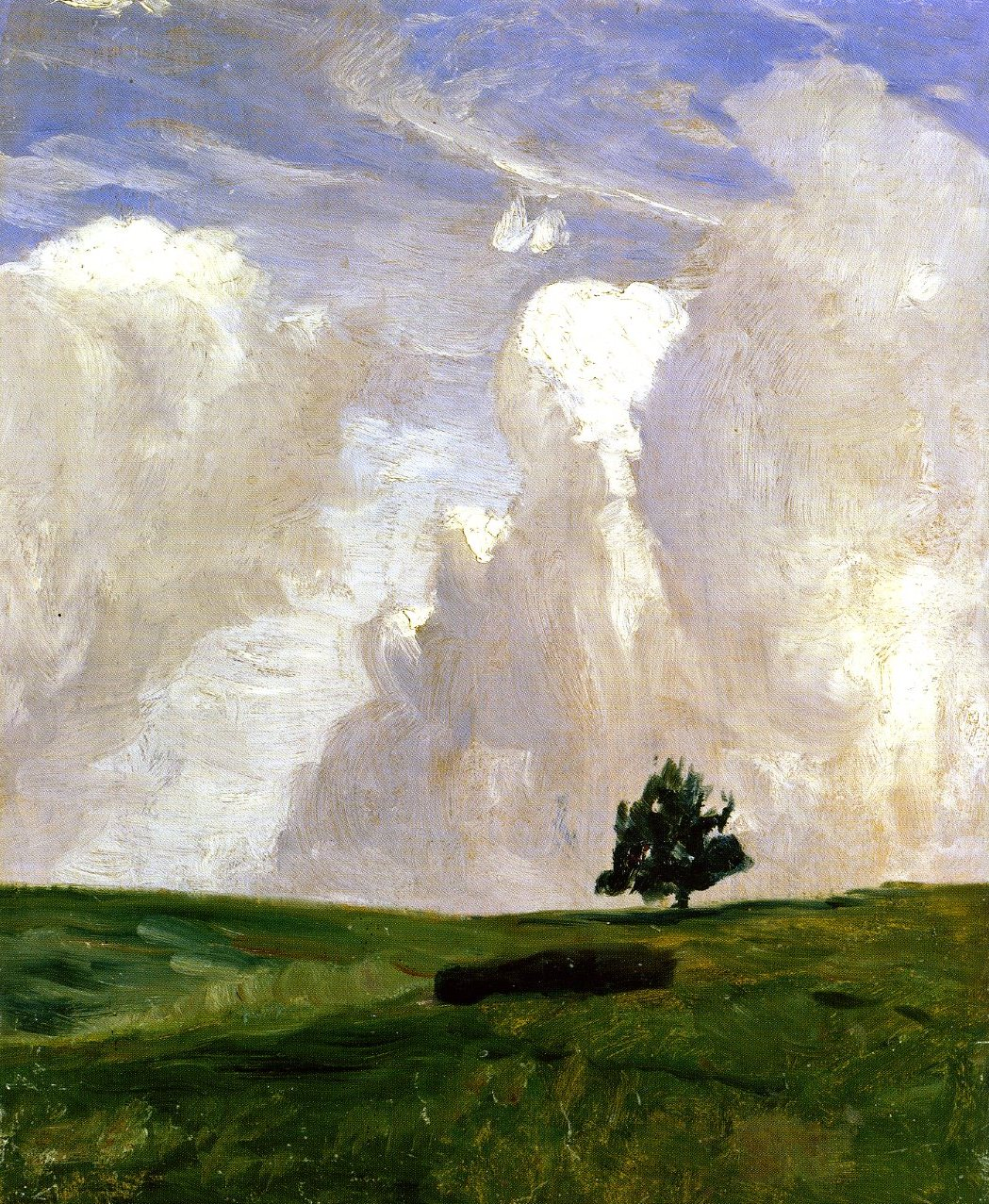
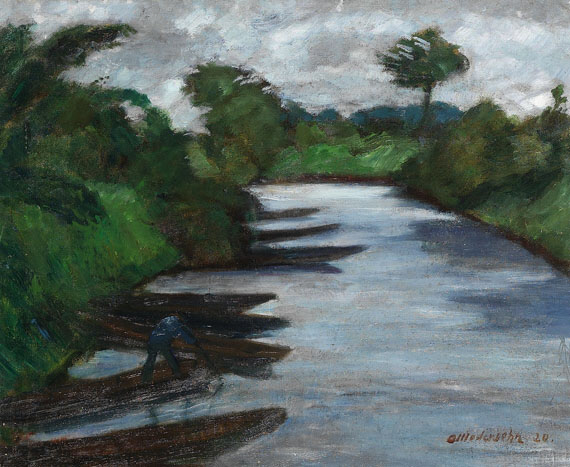